# 擦筆

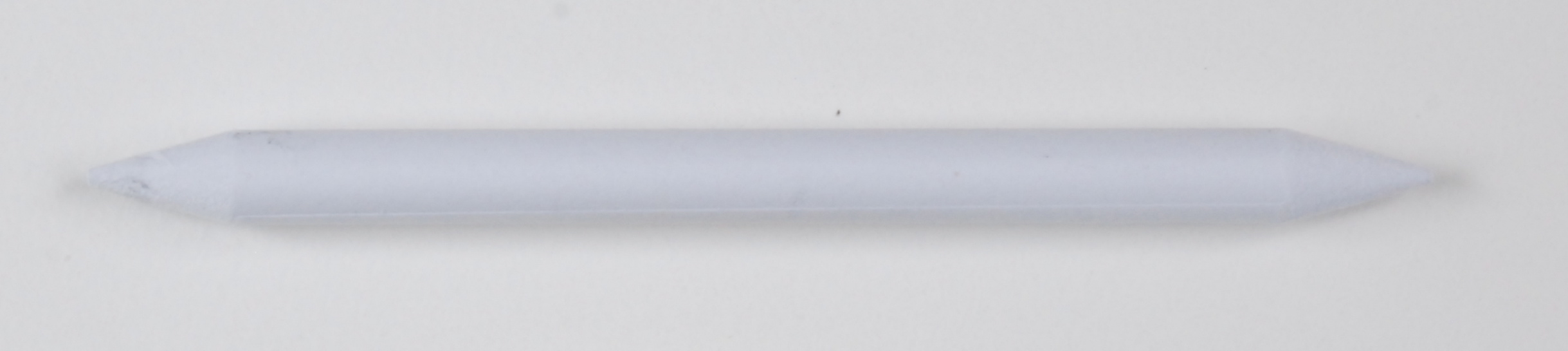
擦筆

擦筆（さっぴつ、英: stump、tortillon）とは、紙、革、フェルトなどを細長く巻くなどして鉛筆状に形を作ったドローイング用具である。描線を擦ってぼかしたり濃淡を馴染ませたりするのに使う。鉛筆画や木炭画、コンテ画、パステル画で使われる。
類似の用途には指や綿棒、ガーゼやティッシュペーパー、ブラシも使われるが、指で擦ると皮脂を付ける場合があり、その他擦り面の大小など効果を使い分ける場合は擦筆のような道具が使われる。擦筆は市販または自作される。

## 紙擦筆の自作例
1. A4サイズ程度の紙を用意する。短辺を数センチ残して一角を斜めに切り取る。
2. 紙の短い辺から固く巻き締めてゆく。
3. 巻き終えたら、ピンなどで巻きの中心を内側から突き、一端を鉛筆状に整える。
4. ほどけないように糊やテープで固定する。

少なくとも明治頃には既に擦筆は使われており、材料には吸い取り紙が使われた。